# Clidastes
Clidastes é um gênero de répteis marinhos pré-históricos que viveram durante o período Cretáceo da Era Mesozóica. Pertencendo à família dos mosassauros, o Clidastes era o menor de seu tipo, com apenas 2 a 4 metros decomprimento. Era, possivelmente, um ágil nadador e um predador de peixes, tartarugas e aves aquáticas.